# Vlie
 (novembre 2016).
Si vous disposez d'ouvrages ou d'articles de référence ou si vous connaissez des sites web de qualité traitant du thème abordé ici, merci de compléter l'article en donnant les références utiles à sa vérifiabilité et en les liant à la section « Notes et références ».

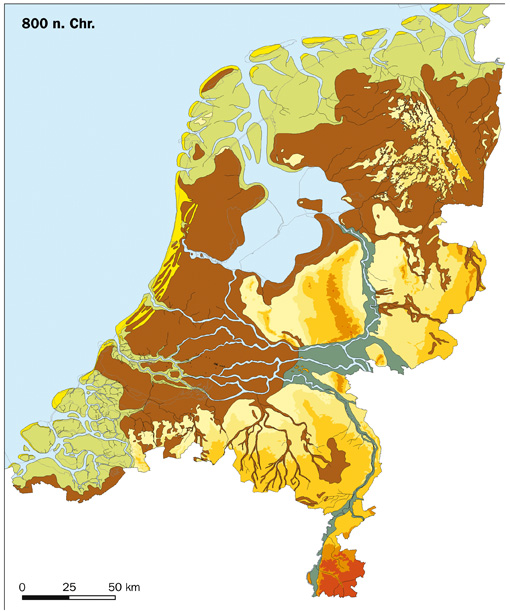
La région des Pays-Bas vers l'an 800 ap. J.C. Le lac Flevo au centre, la Vlie coulant vers le nord est bien visible.

La Vlie (en frison Fly) est l'étendue d'eau qui sépare les îles néerlandaises de Vlieland et de Terschelling. La Vlie était jadis un émissaire du lac Flevo.
Vers 800, Vlieland et Terschelling étaient plus grandes qu'aujourd'hui. Vlieland s'étendait jusqu'au delà de ce qui est aujourd'hui l'Afsluitdijk et comprenait aussi Eierland (qui est actuellement une partie de Texel). La Vlie (alors nommée Fli ou Flehi) coulait jusqu'aux environs de Stavoren et marquait la séparation entre Vlieland et les digues de Frise occidentale à l'ouest et Terschelling et les digues de l'actuelle province de Frise à l'est.
La Vlie avait une fonction importante. C'était une voie navigable entre le lac Flevo et la mer du Nord. La Lex Frisionum (« loi des Frisons ») distinguait trois différentes variantes de droit frison ; la Vlie formait la limite entre les variantes occidentale et centrale.

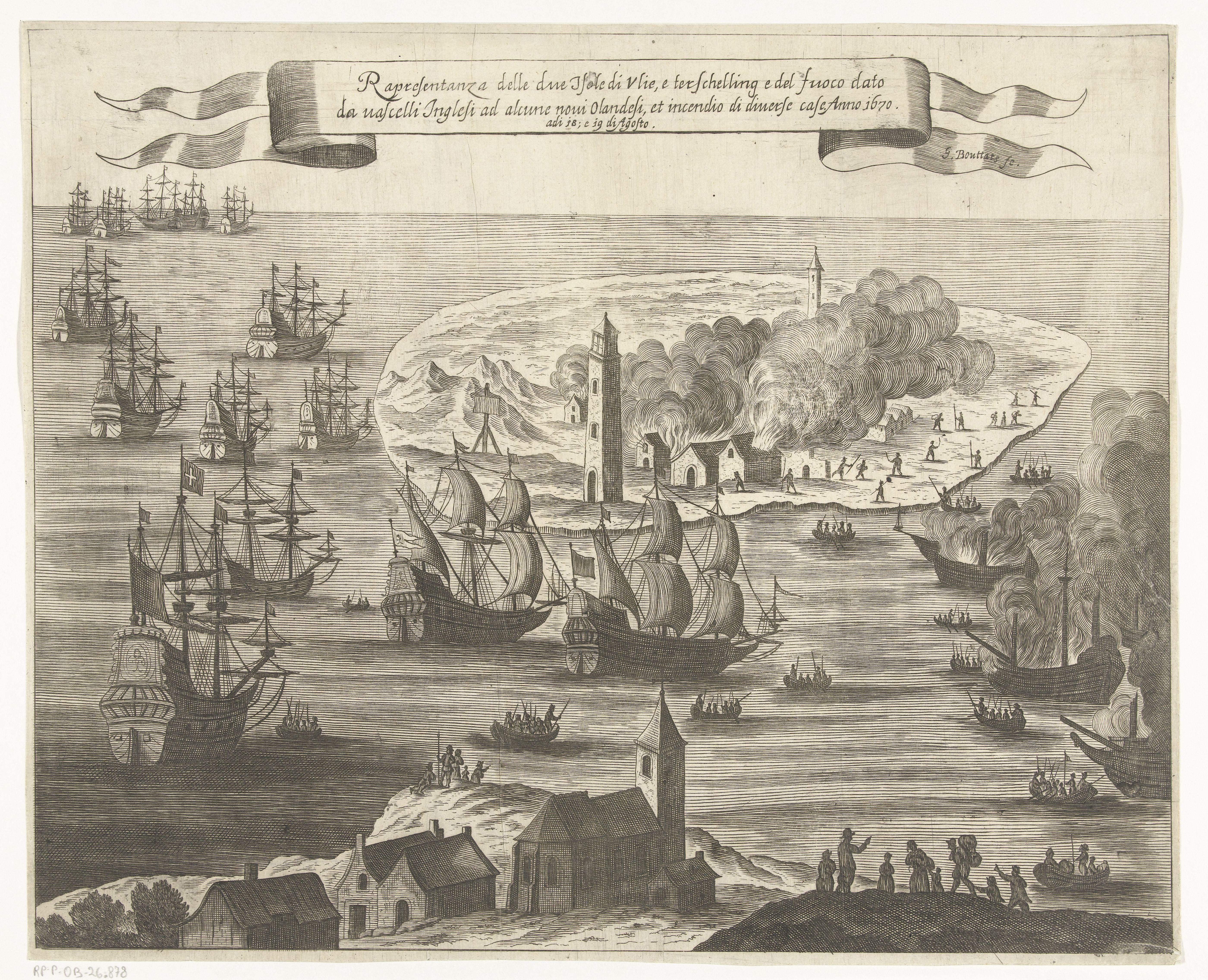
Représentation d'un incendie en 1666 sur l'île Terschelling, causé par des navires anglais navigant sur la Vile